# Покров (Гагинский район)
Покров — село в Гагинском районе Нижегородской области России. Административный центр Покровского сельсовета.

## География
Находится в 12 км от села Гагино. Центр Покровского сельсовета. Оно находится в 14 километрах от Гагина и в трёх километрах от речки Пьяны, расположено на правом берегу речки Ляпни, неподалёку от её впадения в Пьяну.

## История
Достоверных сведений о времени возникновения этого поселения нет. Известно только, что ранее название села было Денисовское. Первое упоминание о нём в исторических документах относится к началу XVII столетия. В «Арзамасских поместных актах 1578—1618 годов» 19 октября 1612 года упоминается село Покровское — в Залесном стане Арзамасского уезда. Это говорит о том, что в селе Покровском был одноимённый православный храм. По всей вероятности, поселение Покровское образовалось во второй половине XVI века.
В том же документе даётся описание села: «Село Покровское на речке Ляпне, что было село Денисовское за чёрным лесом, а в нём церковь Покрова Светлы деревянная.» В 1780-х годах село Покровское состояло из четырёх порядков, один из которых располагался вдоль берега небольшой речки Ляпни. Церковь находилась северо-восточной окраине села рядом с плотиной. Мимо храма пролегала большая дорога из города Арзамаса в город Алатырь. От восточной окраины села отходили две просёлочные дороги на мукомольную мельницу в село Александрово. С юга к селу покровскому подходила полевая дорога из села Пересекино. Юго-западную окраину села обрамлял большой овраг, в весеннее половодье несущий талые воды в речку Ляпню.

## Достопримечательности
Памятник погибшим воинам в Великой Отечественной войне. На фронтах войны погибло около двухсот человек, жителей Покрова. Каждый год, 9 мая, возле памятника погибшим воинам проходит митинг, посвящённый победе над фашистами.

## Природа
В селе очень много зелени, деревьев. В селе около 5 прудов, болот. В трёх километрах от села протекает река Пьяна, видны высокие холмистые горы, на которых находятся другие сёла. Если смотреть на Покров с горы села Соболева, то он тоже стоит на высоком холме.
Недалеко от села с другой стороны находится лес. Около леса находится пруд Рябинка. На месте этого пруда в прошлом был овраг, в котором били небольшие родники. Позже здесь каждый год весной вручную делали небольшую плотину. Сюда пригоняли на водопой стадо коров.
В 1980 году силами колхоза «Имени Ленина» была построена большая плотина. Так начал своё существование этот пруд. А такое название пруд получил потому, что здесь, на краю леса, рос одинокий куст рябины. Сейчас (2025 г.) плотину размыло. Жители обращались в администрацию, но плотину так и не восстановили.
Через Покров протекает ручей, который называют «Попов ключ». Так его прозвали потому, что он течет за бывшим поповским домом. Но это русло речки, которая называлась Ляпня. На берегу ручья очень много деревьев и кустарников.

## Покров сейчас
Большая часть жителей пенсионного и предпенсионного возраста. Так как колхозы прекращают свою деятельность, молодёжь редко остаётся жить в своём селе.
В центре села в здании бывшей школы находятся: Покровская сельская администрация, медпункт, почта и детский сад. Напротив стоит сельский дом культуры, в котором ещё размещается библиотека. Возле дома культуры находится памятник погибшим воинам в Великой Отечественной войне. В центре села также находится магазин. Между улицами Запрудная и Красная деревня расположен большой пруд. Раньше он был чистым и в нём летом купались. На данный момент, после размытия плотины пруд практически исчез. 

## Население
| 2002 | 2010 |
| ---- | ---- |
| 314  | ↘283 |

## Транспорт
По улице Центральной проходит большая асфальтированная дорога, которая ведёт на Большое Болдино или на Гагино. Автобусное сообщение - единственная транспортная связь с с. Гагино и с Большим Болдино.